# Dixon, Wyoming
Dixon är en småstad (town) i södra Wyoming i USA, belägen i Carbon County nära delstatsgränsen mot Colorado. Staden hade 97 invånare vid 2010 års folkräkning.

## Geografi
Dixon ligger vid Little Snake River, väster om Medicine Bow – Routt National Forest nära delstatsgränsen mot Colorado.

## Historia
Orten är döpt efter pälsjägaren Bob Dixon, en av de första nybyggarna på platsen. Orten Dixon fick stadsrättigheter 1887, vilket gör den till en av Wyomings äldsta städer.

## Kommunikationer
Dixon ligger vid Wyoming Highway 70. Öster om staden finns en mindre flygplats, Dixon Airport (IATA-kod: DWX, ICAO-kod: KDWX), som huvudsakligen används för allmänflyg.